# Список глав государств в 341 году
Список глав государств в 340 году — 341 год — Список глав государств в 342 году — Список глав государств по годам

## Америка
- Мутульское царство (Тикаль) — Кинич-Муван-Холь I, царь (317 — 359)

## Азия
- Великая Армения — Тиран, царь (339 — 350)
- Гассаниды:
  - аль-Нуман ибн аль-Харит II, царь (327 — 342)
  - Джабала II ибн аль-Харит II, царь (327 — 361)
  - Амр II ибн аль-Харит II, царь (330 — 356)
- Дханьявади — Тюрия Мандала, царь[англ.] (313 — 375)
- Иберия — Мириан III, царь (284 — 361)
- Индия:
  - Вакатака — Рудрасена I, император (330 — 355)
  - Гупта — Самудрагупта, махараджа (335 — 380)
  - Западные Кшатрапы — Рудрасимха II, махакшатрап (304 — 348)
  - Паллавы (Анандадеша) — Симхаварман I, махараджа (315 — 345)
- Китай (Период Шестнадцати варварских государств):
  - Восточная Цзинь — Чэн-ди (Сыма Янь), император (325 — 342)
  - Дай — Тоба Шэигянь, царь (338 — 377)
  - Ранняя Лян — Чжан Цзюнь, князь (324 — 346)
  - Ранняя Янь — Мужун Хуань, император (337 — 348)
  - Поздняя Чжао — Ши Ху, ван (334 — 349)
  - Чэн — Ли Шоу, император (338 — 343)
- Корея (Период Трех государств):
  - Конфедерация Кая — Коджиль, ван (291 — 346)
  - Когурё — Когугвон, тхэван (331 — 371)
  - Пэкче — Пирю, король (304 — 344)
  - Силла — Хырхэ, исагым (310 — 356)
- Кушанское царство — Шака I, царь (325 — 345)
- Лахмиды (Хира) — Амр II ибн Имру уль-Кайс I, царь (328 — 363)
- Паган — Пайк Тинли, король[англ.] (324 — 344)
- Персия (Сасаниды) — Шапур II, шахиншах (309 — 379)
- Раджарата:
  - Джетта Тисса II, король (332 — 341)
  - Буддхадаса, король (341 — 370)
- Тогон — Муюн Циянь, правитель (329 — 351)
- Тямпа — Фан Вэнь, князь (336 — 349)
- Химьяр — Малкикариб Йихан'им I, царь (340 — 345)
- Япония — Нинтоку, император (313 — 399)

## Европа
- Боспорское царство — Рескупорид VI, царь (303 — 342)
- Думнония — Конан Мериадок, правитель (340 — 387)
- Ирландия — Муйредах Тирех, верховный король (326 — 356)
- Папский престол — Юлий I, папа римский (337 — 352)
- Римская империя:
  - Констанций II, римский император (Восток) (337 — 361)
  - Констант, римский император (Запад) (337 — 350)

## Галерея

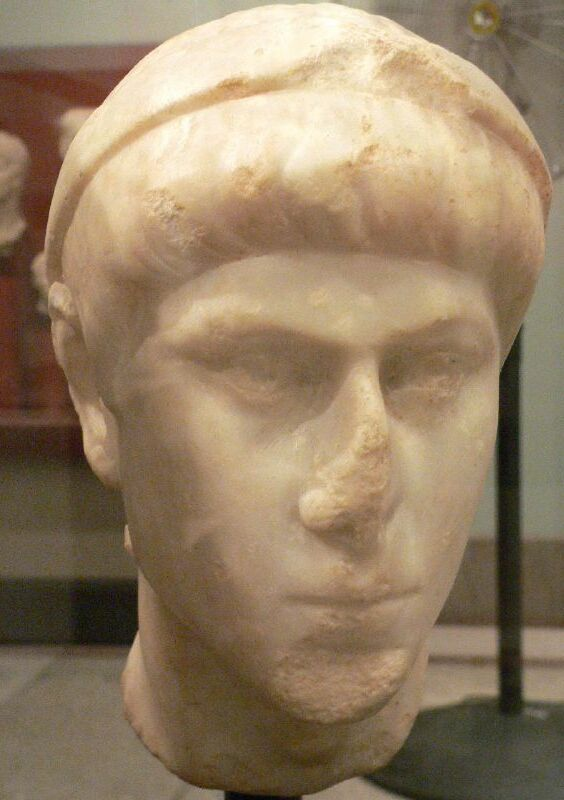
Констанций II 337—361 Римский император
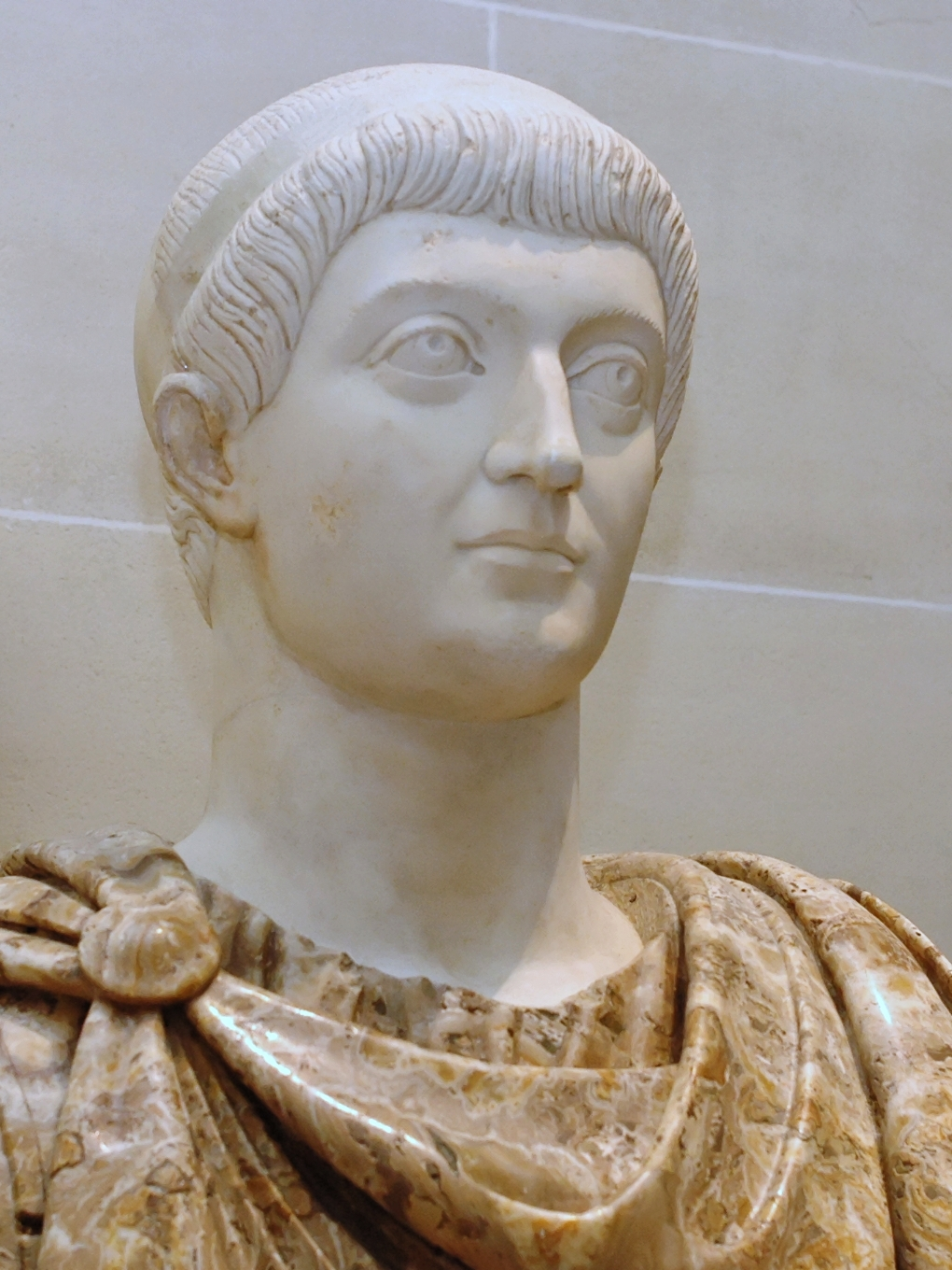
Констант 337—350 Римский император
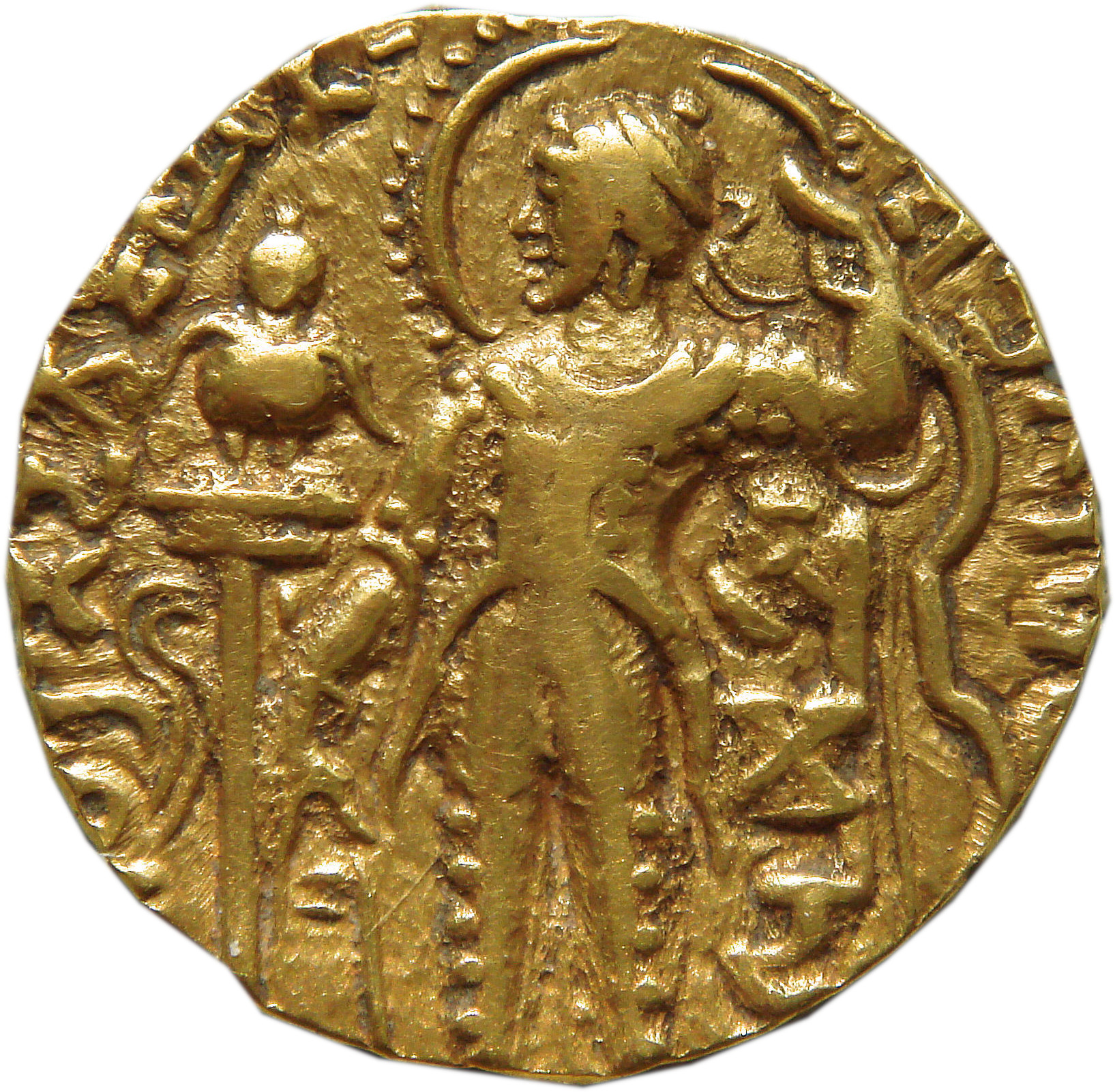
Самудрагупта 335—380 Махараджа Гупты
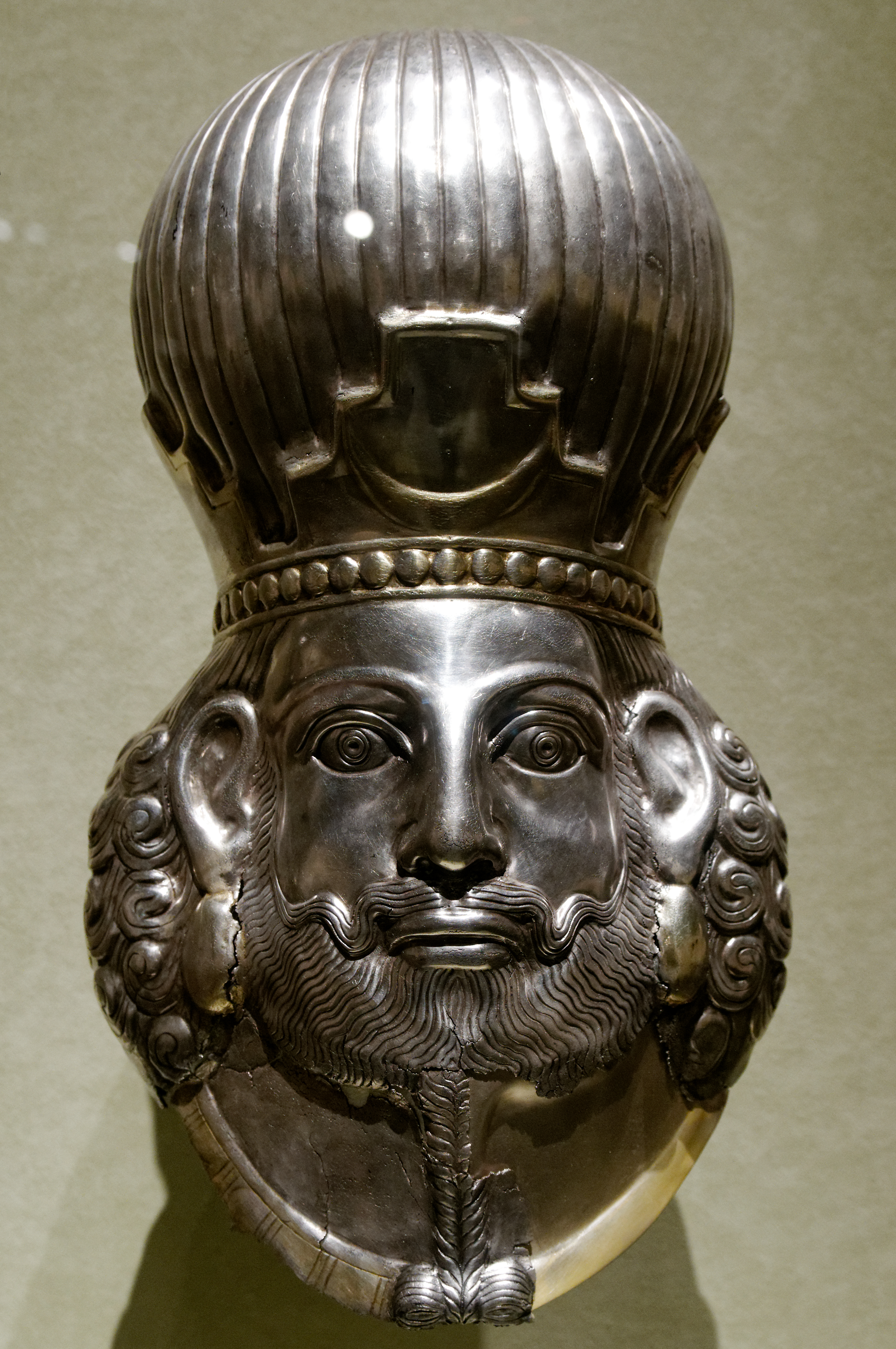
Шапур II 309—379 Шахиншах Персии
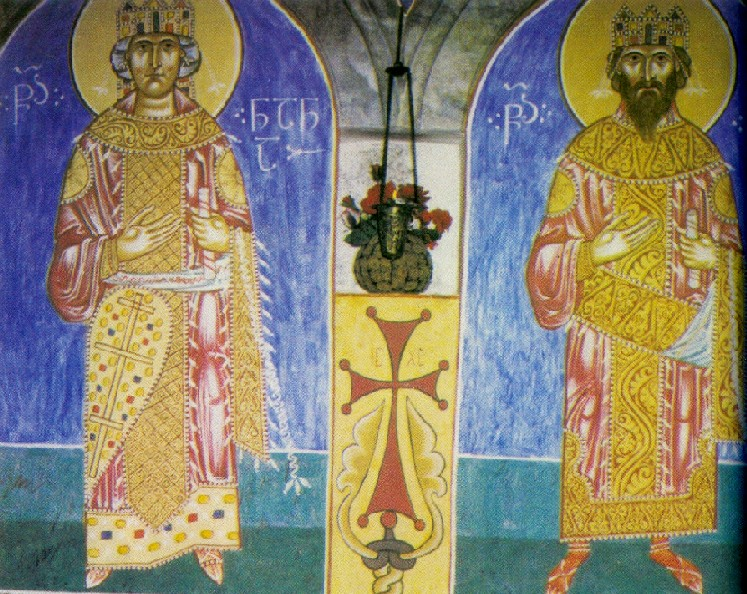
Мириан III 284—361 Царь Иберии
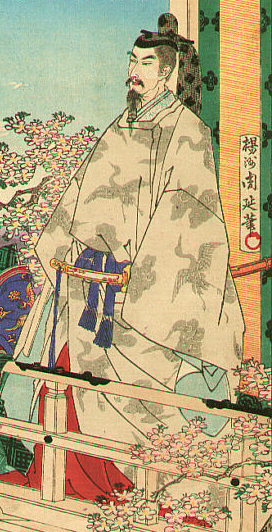
Нинтоку 313—399 Японский император